# Patory
Patory – wieś sołecka w Polsce położona w województwie mazowieckim, w powiecie ciechanowskim, w gminie Opinogóra Górna.
W latach 1975–1998 miejscowość położona była w województwie ciechanowskim.